# Arretje Nof

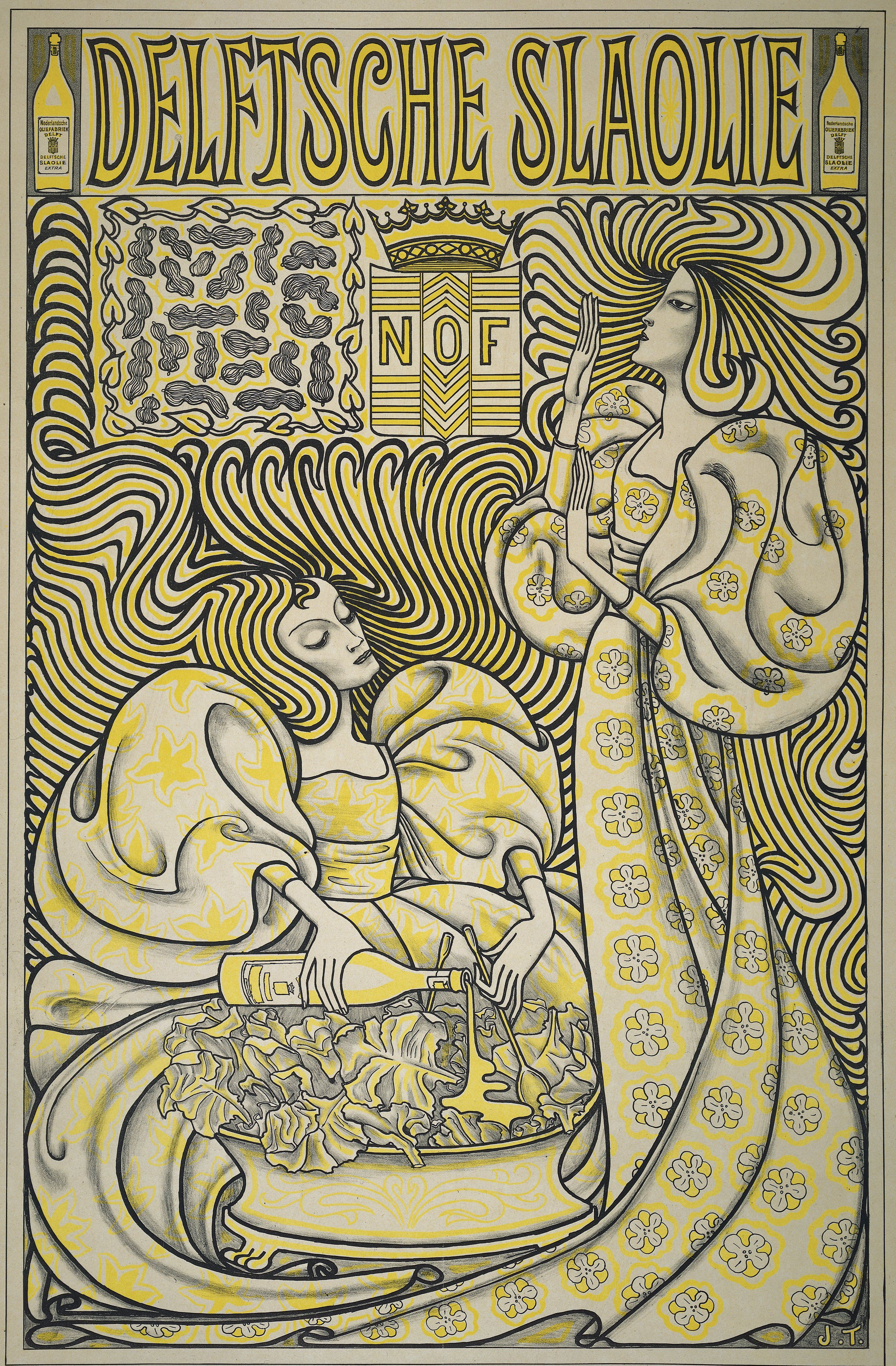
Een affiche met het gekroonde wapen van de Nederlandsche Olie Fabriek (N.O.F.), met links een decoratief vlak met pinda's, twee vrouwenfiguren met lange haren, tekst en flesjes slaolie aan weerszijden van de tekst. Ontworpen door Jan Toorop, 1894.

De wondere avonturen van Arretje Nof (1926-1927) is een boekenreeks van vijf geïllustreerde boeken, geschreven en geïllustreerd door Johan Fabricius in opdracht van de Nederlandsche Olie Fabriek (N.O.F.) in Delft (later Calvé) als reclamemateriaal.
De hoofdpersoon, Arretje Nof werd in de Gooi- en Eemlander in 1926 beschreven als een 'Turks jongetje' en in de boeken zelf is hij afkomstig uit Perzië. De voornaam 'Arretje' is afgeleid van het product arachideolie (pindaolie), waar de frituurolie 'Delfia' en de margarine 'Delfrite' van werden gemaakt en de achternaam 'Nof' is natuurlijk de merknaam van de fabriek.
De boekjes konden niet worden gekocht, maar waren verkrijgbaar bij inlevering van enkele 'wapenzegels' van de verpakkingen van Delfia en Delfrite, waarop het wapen van de fabriek stond.
De reeks bestond uit vijf delen:
1. Barrebart, de wildeman uit de bergen
2. Het rooverseiland in de Perzische Zee[4]
3. De draak en de Chineesche prinses
4. Brekkek-kwak-kwak en de zeven woudmannetjes
5. De vroolijke bruiloft van Arretje en Annetje[5][6]

## Arretjescake
N.O.F. gaf ook receptenboekjes uit als reclamemateriaal. Er was ook een recept voor 'Arretje cake' of Arretjescake, een cake die niet hoeft te worden gebakken. Volgens het originele recept waren de ingrediënten: Delfia, suiker, cacao, eieren of melk en biscuitjes (Mariakaakjes of Petit Beurres).